# 27 سبتمبر
- السبت
- الأحد
- الاثنين
- الثلاثاء
- الأربعاء
- الخميس
- الجمعة

- 307 ربيع الأول 1447  هـ
- 318 ربيع الأول 1447  هـ
- 19 ربيع الأول 1447  هـ
- 210 ربيع الأول 1447  هـ
- 311 ربيع الأول 1447  هـ
- 412 ربيع الأول 1447  هـ
- 513 ربيع الأول 1447  هـ
- 614 ربيع الأول 1447  هـ
- 715 ربيع الأول 1447  هـ
- 816 ربيع الأول 1447  هـ
- 917 ربيع الأول 1447  هـ
- 1018 ربيع الأول 1447  هـ
- 1119 ربيع الأول 1447  هـ
- 1220 ربيع الأول 1447  هـ
- 1321 ربيع الأول 1447  هـ
- 1422 ربيع الأول 1447  هـ
- 1523 ربيع الأول 1447  هـ
- 1624 ربيع الأول 1447  هـ
- 1725 ربيع الأول 1447  هـ
- 1826 ربيع الأول 1447  هـ
- 1927 ربيع الأول 1447  هـ
- 2028 ربيع الأول 1447  هـ
- 2129 ربيع الأول 1447  هـ
- 2230 ربيع الأول 1447  هـ
- 231 ربيع الآخر 1447  هـ
- 242 ربيع الآخر 1447  هـ
- 253 ربيع الآخر 1447  هـ
- 264 ربيع الآخر 1447  هـ
- 275 ربيع الآخر 1447  هـ
- 286 ربيع الآخر 1447  هـ
- 297 ربيع الآخر 1447  هـ
- 308 ربيع الآخر 1447  هـ
- 19 ربيع الآخر 1447  هـ
- 210 ربيع الآخر 1447  هـ
- 311 ربيع الآخر 1447  هـ

27 سبتمبر أو 27 أيلول أو يوم 27 \ 9 (اليوم السابع والعشرون من الشهر التاسع) هو اليوم السبعون بعد المئتين (270) من السنوات البسيطة، أو اليوم الحادي والسبعون بعد المئتين (271) من السنوات الكبيسة وفقًا للتقويم الميلادي الغربي (الغريغوري). يبقى بعده 95 يوماً لانتهاء السنة.

## أحداث
- 622 - وصول الرسول محمد إلى المدينة المنورة من مكة في ما عُرف بالهجرة النبوية.
- 1529 - السلطان العثماني سليمان القانوني يبدأ بحصار فيينا في قلب أوروبا.
- 1669 - العثمانيون ينتصرون على حلفٍ أوروبي في كريت، ويفتحون مدينة كاندية بعد حصارها.
- 1822 - عالم المصريات الفرنسي جان فرانسوا شامبليون يفك الرموز الهيروغليفية المصرية القديمة بعد دراسته لحجر رشيد.
- 1825 - أول استخدام لسكة الحديد كوسيلة نقل عام.
- 1914 - الإمبراطورية الروسية تحتل المجر.
- 1922 -
  - القوات التركية بقيادة مصطفى كمال تحتل سميرنا.
  - ملك اليونان قسطنطين الأول يتنحى عن العرش.
- 1939 - استسلام بولندا لألمانيا والاتحاد السوفيتي.
- 1941 - نهاية المقاومة الإيطالية في الحبشة.
- 1959 - إعصار في جزيرة هونشو اليابانية أدى إلى مقتل ما يزيد عن خمسة آلاف شخص.
- 1964 -
- اغتيال الرئيس السوري الأسبق أديب الشيشكلي في منفاه في البرازيل على يد مهاجر سوري من جبل العرب يدعى نواف غزالة.
- صدور تقرير المفوض «وارن» الذي قال فيه أن لي هارفي أوزوالد تصرف وحده عندما اغتال الرئيس الأمريكي جون كينيدي.
- 1982 - اغتيال القيادي في حركة فتح سعد صايل (أبو الوليد)، وذلك إثر إطلاق النار عليه من قبل مجهولين في سهل البقاع اللبناني.
- 1983 - ريتشارد ستولمن يعلن عن مشروع جنو لتطوير نظام تشغيل حر.
- 1985 - «إعصار جلوريا» يسبب 6 مليارات دولار من الخسائر في 12 ولاية أمريكية.
- 1987 - الرئيسان المصري محمد حسني مبارك والفرنسي فرنسوا ميتران يفتتحان أول خطوط مترو أنفاق القاهرة.
- 1990 - الرئيس الجزائري الأسبق أحمد بن بلة يعود للجزائر بعد 9 سنوات في المنفى.
- 1996 - طالبان تستولي على العاصمة الأفغانية كابل بعد طرد الرئيس برهان الدين رباني وإعدام الرئيس الأسبق محمد نجيب الله.
- 1997 -
  - انتخاب المصري محمد البرادعي رئيسًا للوكالة الدولية للطاقة الذرية.
  - مركبة استطلاع المريخ «باثفايندر» تفقد اتصالها مع الأرض بدون سبب معروف.
- 1998 افتتاح شركة جوجل.
- 2002 - تيمور الشرقية تنضم إلى الأمم المتحدة.
- 2005 - الحلقة الـ163 والأخيرة من توم وجيري تعرض بعنوان «حارس الكاراتيه».
- 2007 - ناسا تطلق المسبار دوون في مهمة إلى كويكب 4 فيستا الذي تصله المركبة عام 2011 والكوكب القزم سيريس الذي تصله في عام 2015.
- 2009 -
  - إشتباكات في الحرم القدسي بين فلسطينيون ومجموعة من اليهود وذلك بعد قيام عدد منهم بزيارة لمنطقة الحرم، والشرطة الإسرائيلية تطلق قنابل صوتية لتفريق المحتجين على الزيارة.
  - إجراء الانتخابات العامة في ألمانيا، وكانت النتيجة النهائية للانتخابات حصول الائتلاف الذي ترأسه المستشارة أنغيلا ميركل على غالبية تقدر ب332 مقعد من أصل 622 في البوندستاغ.
- 2011 - بدء عملية عسكرية للجيش السوري ضد معقل المعارضة السورية في مدينة الرستن بريف محافظة حمص.
- 2013 -
  - اللجنة الدولية للتغيرات المناخية تنشر الجزء الأول من تقريرها الخامس، وتتوقع فيه زيادة في الاحترار العالمي من 0.3 إلى 4.8 درجة مئوية بحلول سنة 2100.
  - مجلس الأمن الدولي يصدر بالإجماع القرار 2118 الذي يطلب من الحكومة السورية تدمير مخزونها من الأسلحة الكيميائية بحلول منتصف عام 2014.
- 2014 - متظاهرون يتجمعون في هونغ كونغ للتظاهر ضد التعديلات الانتخابية المقترحة التي أعلنت عنها الحكومة الصينية.
- 2015 - فوز القوى الكاتالونية ذات النزعة الانفصالية بالغالبية المطلقة داخل البرلمان بعدما حصلت على أكثر من نصف الأصوات في الانتخابات البرلمانية في إقليم كاتالونيا في إسبانيا.
- 2017 - المفوضية العليا المستقلة للانتخابات والاستفتاء في إقليم كردستان العراق تعلن النتائج الرسمية لاستفتاء الانفصال عن العراق، حيث بلغت نسبة المؤيدين 92,73%، فيما بلغت نسبة الرافضين 7,27% من إجمالي المصوتين.
- 2020 -
  - اندلاع اشتباكات عسكريَّة عنيفة بين الجيشين الأذربيجاني والأرمني في مُرتفعات قره باغ المتنازع عليها، وكلتا الدولتين تعلنان الأحكام العُرفيَّة تماشيًا مع حالة الحرب.
  - السويسريون يرفضون المبادرة الشعبية من أجل هجرة معتدلة بنسبة 61.7%، والتي تهدف لإعادة التفاوض مع الاتحاد الأوروبي حول اتفاقية حرية التنقل.
- 2024 - اغتيال الأمين العام لحزب الله حسن نصر الله إثر غارة جوية إسرائيلية على الضاحية الجنوبية للعاصمة اللبنانية بيروت.

## مواليد
- 1389 - كوزيمو دي ميديشي، سياسي إيطالي.
- 1572 - صدر الدين الشيرازي عالم شيعي إيراني وفيلسوف من مدرسة الحكمة المتعالية.
- 1601 - لويس الثالث عشر، ملك فرنسا.
- 1719 - أبراهام جوتهيلف كيستنر، عالم رياضيات ألماني.
- 1871 - غراتسيا ديليدا، أديبة إيطالية حاصلة على جائزة نوبل في الأدب عام 1926.
- 1918 - مارتين رايل، عالم فيزياء إنجليزي حاصل على جائزة نوبل في الفيزياء عام 1974.
- 1925 - روبرت إدواردز، عالم بريطاني في علم الأحياء حاصل على جائزة نوبل في الطب عام 2010.
- 1932 - أوليفر وليامسون، عالم اقتصاد أمريكي حاصل على جائزة نوبل في العلوم الاقتصادية عام 2009.
- 1947 - مهرنوش إبراهيمي، بارتيزانة شيوعية إيرانية.
- 1953 - كلاوديو جينتيلي، لاعب وحكم كرة قدم إيطالي.
- 1954 - أحمد نصر، سياسي فلسطيني.
- 1961 - حمادة الصاوي، قاضٍ ونائب عام مصري.
- 1968 - ماري كيفينييمي، رئيسة وزراء فنلندا.
- 1972 - جوينيث بالترو، ممثلة أمريكية.
- 1976 - فرانشيسكو توتي، لاعب كرة قدم إيطالي.
- 1979 -
  - شينجي أونو، لاعب كرة قدم ياباني.
  - أروى جودة، ممثلة مصرية.
- 1982 -
  - إساو كانييندا، لاعب كرة قدم من مالاوي.
  - ليل واين، مغني راب أمريكي
- 1984 - آفريل لافين، مغنية روك كندية من أصل فرنسي.
- 1990 - ياسين حمزة، لاعب كرة قدم سعودي.

## وفيات
- 1404 - ويليام أوف ويكهام، مهندس معماري وكاهن كاثوليكي وسياسي وقاضي أسس كلية نيو كوليج.
- 1917 - إدغار ديغا، فنان تشكيلي ونحات فرنسي.
- 1940 -
  - يوليوس فاغنر فون ياورغ، طبيب نمساوي حاصل على جائزة نوبل في الطب عام 1927.
  - والتر بنيامين، فيلسوف ألماني.
- 1965 - كلارا بوو، ممثلة أمريكية.
- 1970 - آغا بزرك الطهراني، مرجع شيعي اثني عشري إيراني.
- 1983 - مجد الدين النجفي الإصفهاني، عالم مسلم ومدرس وشاعر إيراني.
- 1996 - محمد نجيب الله، رئيس أفغانستان.
- 2005 - رونالد غولياس، ممثل برازيلي.
- 2010 - أحمد ماهر، وزير خارجية مصر.
- 2011 - خيسوس ماريا بيريدا، لاعب ومدرب كرة قدم إسباني.
- 2011 - محمود أبو الليل، وزير عدل مصري.
- 2018 - تارة فارس، عارضة أزياء عراقية.
- 2022 - مصطفى عبد المجيد سليم، شاعر مصري.
- 2024 - حسن نصر الله، الأمين العام الثالث لحزب الله.

## أعياد ومناسبات
- اليوم العالمي للسياحة.

## وصلات خارجية
- وكالة الأنباء القطريَّة: حدث في مثل هذا اليوم.
- النيويورك تايمز: حدث في مثل هذا اليوم.
- BBC: حدث في مثل هذا اليوم.